# قايدو هينكل
قايدو هينكل (بالألمانية: Guido Henkel)‏ هو مهندس وكاتب وملحن ألماني، ولد في 9 سبتمبر 1964 في شتوتغارت في ألمانيا.